# 뱅뱅이재
뱅뱅이재는 강원특별자치도 정선군 정선읍 북실리와 귤암리 사이에 있는 고개다. 다른 이름으로 병방치(兵防峙)라고도 한다.
이 고개를 넘어갈 때 36굽이 뱅글뱅글 돌면서 걸어내려 가는 길이라고 해서 이러한 이름이 붙었다. 북실리 주민들은 이 고개를 멀구치라고도 하는데, 멀구는 머루의 정선 지역 방언으로 이 고갯길에 옛날에 머루덩굴이 많아서 이렇게 불렀다고 한다. 1979년에 귤암리로 가는 우마차길이 개설되기 전까지는 귤암리에서 거주하는 주민이 정선 읍내로 가기 위해 반드시 거쳐가야 하는 길이었다. 고갯길 중간에는 병방산 정상에 위치한 병방치전망대가 설치되어 있다.